# Iuliana Popa
Iuliana Popa (* 5. Juli 1996 in Comănești) ist eine rumänische Ruderin.

## Sportliche Karriere
Iuliana Popa begann 2009 mit dem Rudersport. Bei den Junioren-Weltmeisterschaften 2012 gewann sie mit dem rumänischen Achter den Titel. Bei den Junioren-Weltmeisterschaften 2013 belegte sie mit dem Doppelvierer den sechsten Platz, bei den Junioren-Weltmeisterschaften 2014 wurde sie mit dem Doppelvierer Fünfte. 2015 startete sie bei den Weltmeisterschaften 2015 in der Erwachsenenklasse und belegte mit dem Achter den siebten Platz, bei den Europameisterschaften 2016 erreichte sie mit dem Achter Rang 4.
Für die Olympischen Spiele 2016 war Iuliana Popa als Ersatzruderin nominiert. Nachdem Irina Dorneanu kurz vor den Spielen wegen Dopings gesperrt wurde, rückte Popa in den Achter auf. Bei der Olympischen Regatta in Rio de Janeiro gewann der rumänische Achter in der Besetzung Roxana Cogianu, Ioana Strungaru, Mihaela Petrilă, Iuliana Popa, Mădălina Bereș, Laura Oprea, Adelina Boguș, Andreea Boghian und Steuerfrau Daniela Druncea die Bronzemedaille hinter dem Weltmeisterinnen aus den Vereinigten Staaten und den Europameisterinnen aus dem Vereinigten Königreich. Ende Mai 2017 gewann der rumänische Achter die Goldmedaille bei den Europameisterschaften. Nach dem Sieg beim Weltcupfinale in Luzern siegte das Boot zum Saisonabschluss auch bei den Weltmeisterschaften in Sarasota. Im August 2018 verteidigte Popa den Titel im Achter bei den Europameisterschaften. Bei den Weltmeisterschaften erreichte der rumänische Achter den fünften Platz. 2019 gewann der rumänische Achter bei den Europameisterschaften in Luzern den Titel vor den Britinnen.